# (33080) 1997 WF39
1997 WF39 (asteroide 33080) é um asteroide da cintura principal. Possui uma excentricidade de 0.17986780 e uma inclinação de 4.35328º.
Este asteroide foi descoberto no dia 29 de novembro de 1997 por LINEAR em Socorro.